# زاوشت
زاوشت یکی از روستاهای استان آذربایجان غربی است که در دهستان بناجوی شمالی بخش مرکزی شهرستان بناب واقع شده‌است.
روستای  زاوشت در شمال شرق شهرستان بناب استان آذربایجانشرقی قرار دارد.زاوشت از طرف شمال باروستای روشت کوچک جنوب با بناب واغاجاری شرق با روستای روشت بزرگ واز طرف غرب با دریاچه اورمیه و روستای اخوند قشلاق همسایه میباشد.طبق اماربهداشت روستا  زاوشت  در سال ۸۹ .۱۲۰۰ خانوارو۴۵۰۰ نفر سکنه دارد فاصله زاوشت با شهر بناب کمتراز یک کیلومتر است.اهالی زاوشت به زبان ترکی اذری تکلم میکنند ودین اهالی اسلام میباشد.سردترین ماههای سال زاوشت اذرودیماه است وگرمترین ماههای ان تیر ومردادمیباشد.  با توجه به نزدیکی روستا به شهر وهمچنین توسعه وپیشرفت جامعه  به نوعی دیگر نمیتوان عنوان روستا را بر ان نهاد .شغل اهالی متفاوت است به گونه ای که عده ای کارمندادارات -کارکنان فولادوشرکتهای بناب-مشاغل ازادی همچون دادستدتجاری- مغازه داری -فرش بافی -وعده ای اندک نیز ازطریق کشاورزی امرار معاش مینمایند مهمترین اعیادومراسمات ملی- مذهبی زاوشت عید فطر-عید   قربان- عید نوروز-  ومراسم دهه محرم میباشد.از ابنیه ها واثار باستانی زاوشت میتوان به امامزاده اقا سید-مسجد قدیم-اولیای مخروبه زاوشت اشاره کرد. این روستا در بین اهالی ومردم منطقه با عنوانهای ایئزووش.زاوش.ایزویش وزاوشت مشهور است  در لفظ زاوشت یا زاوش یا ایزوش وعلل نامیدن این روستا به این نامها اختلاف زیادی وجود دارد ولی انچه همه را در موضوع به وحدت میکشاند این است که این روستا باستانیست وبه دلایل نزدیکی به دریاچه اورمیه وواقع شدن در پایین ترین نقطه کوه سهند  زیستگاه  اولیه ساکنان اطراف دریاچه چیچستر تابع  تمدنهای اورارتوری اشوری ومادها بوده است.